# Gwiazdy spadają z nieba
Gwiazdy spadają z nieba – kompilacyjny album zespołu Chłopcy z Placu Broni wydany w 2000 roku nakładem wytwórni Sony Music Entertainment Poland.

## Lista utworów
źródło:
| Nr  | Tytuł utworu                        | Długość |
| --- | ----------------------------------- | ------- |
| 1.  | „Gwiazdy spadają z nieba”           | 4:08    |
| 2.  | „Kocham Cię”                        | 4:57    |
| 3.  | „Zdjęcie”                           | 5:21    |
| 4.  | „Kocham wolność”                    | 4:23    |
| 5.  | „O! Ela (’93)”                      | 3:04    |
| 6.  | „Potrzebuję twojej miłości”         | 2:35    |
| 7.  | „Jestem niewolnikiem”               | 3:26    |
| 8.  | „Jezioro szczęścia”                 | 4:07    |
| 9.  | „Miłość od pierwszego wejrzenia”    | 3:59    |
| 10. | „Umierać nie chce nikt”             | 2:56    |
| 11. | „Niech spadnie deszcz”              | 5:13    |
| 12. | „Kiedy już będę dobrym człowiekiem” | 5:01    |
| 13. | „Kiedy nie wrócisz”                 | 3:07    |
| 14. | „Kochaj”                            | 3:25    |
| 15. | „Aeroplan”                          | 2:03    |
|     |                                     | 57:45   |